# Holostrophus brittoni
Holostrophus brittoni is een keversoort uit de familie winterkevers (Tetratomidae). De wetenschappelijke naam van de soort werd in 1953 gepubliceerd door Maurice Pic.